# Andrea Gabrieli
Andrea Gabrieli (* 1532/33 in Venedig; † 30. August 1585 ebenda) war ein venezianischer Komponist und Organist der Renaissance.

## Leben und Wirken
Das ungefähre Geburtsjahr Andrea Gabrielis ergibt sich aus dem Sterbeeintrag vom August 1585, wonach er etwa 52 Jahre alt gewesen ist (M. Morell 1983); demnach ist das lange Zeit vermutete Geburtsjahr von 1510 oder 1515 falsch. Weil er in zeitgenössischen Dokumenten oft „Andrea da Cannareggio“ genannt wird, stammt er offenbar aus dem gleichnamigen Stadtbezirk aus dem Norden Venedigs. Andere Unterlagen bezeugen eine Verbindung von ihm und seiner Schwester Paola zur dortigen Pfarrgemeinde San Geremia. Es gibt Anhaltspunkte für eine Tätigkeit Gabrielis in Verona oder zumindest für Verona, wo Vincenzo Ruffo Kapellmeister war (Vertonung von Petrarca-Gedichten für die dortige Accademia Filarmonica). Vom Juni 1555 bis mindestens Juli 1557 war er Organist in seiner venezianischen Heimatgemeinde und wurde nach dem Tod seines Vaters das Oberhaupt der Familie. Es gibt auch Belege, dass er die Familie seiner Schwester finanziell zu tragen hatte.
Als 1557 durch den Tod von Girolamo Parabosco die Stelle des zweiten Organisten an San Marco vakant wurde, bewarb sich Gabrieli darum; die Stelle wurde jedoch an Claudio Merulo vergeben. Danach fehlen Informationen über Gabrieli für einige Jahre. Im Oktober 1562 befindet sich sein Name zusammen mit dem von Orlando di Lasso in einem Verzeichnis des Quartiermeisters des Bistums Bamberg; beide befanden sich im Gefolge des bayerischen Herzogs Albrechts V., welcher zur Krönung von Kaiser Maximilian II. nach Frankfurt reiste. An der Krönungsfeier selbst (24. November 1562) scheint Gabrieli nicht teilgenommen zu haben. Es wird angenommen, dass er und Di Lasso eine nähere Bekanntschaft geschlossen haben und es zwischen beiden zu einem fruchtbaren Austausch kam. Kurz darauf ist Gabrieli vielleicht nach Venedig zurückgekehrt und war vorübergehend an San Marco tätig; es ist aber auch möglich, dass er sich erneut nördlich der Alpen aufhielt. Im Jahr 1565 erschienen seine Sacrae Cantiones in Venedig, eine Sammlung von 37 fünfstimmigen geistlichen Gesängen.
Gabrieli trat 1566 die Stelle des zweiten Organisten an San Marco an, nachdem die Stelle durch den Aufstieg Merulos zum ersten Organisten erneut vakant geworden war. An San Marco blieb er nachfolgend bis zu seinem Lebensende. Damit war die wechselvolle Ära des Doms nach dem Tod von Adrian Willaert beendet. Es gab im Jahr 1574 noch einen Versuch des herzoglichen-bayerischen Hofs unter Beteiligung von Orlando di Lasso, Gabrieli für München zu gewinnen, dem dieser aber nicht folgte. An San Marco entwickelte er, gefördert durch die einzigartige Akustik des Doms, seinen originalen Kompositionsstil der zeremoniellen Mehrchörigkeit und des konzertanten Stils, der später von seinem Neffen Giovanni Gabrieli weiter entwickelt wurde. Zu seinen Aufgaben gehörte die Komposition von Festmusiken zu verschiedenen Anlässen, so beispielsweise Benedictus Dominus Deus zu den Feiern des Sieges über das osmanische Reich in der Seeschlacht von Lepanto 1571 sowie für die Besuche japanischer Prinzen in Venedig 1585. Nach dem Weggang Merulos wurde Andrea Gabrieli 1585 zum ersten Organisten ernannt, während sein Neffe Giovanni Gabrieli zweiter Organist und nach seinem Tode sein Nachfolger als erster Organist wurde. Zu Gabrielis Schülern gehörten neben Giovanni Gabrieli noch der Komponist und Musiktheoretiker Ludovico Zacconi, Gregor Aichinger, Rogier Michael und Hans Leo Haßler, der seinen konzertanten Stil nach Deutschland trug.
1585 wurde die erste griechische Tragödie in einer neuzeitlichen Übersetzung in Vicenza aufgeführt. Die Übersetzung stammt von Orsatto Giustiniani und die Chormusik wurde von Gabrieli komponiert. Die Musik ist das erste erhaltene Beispiel einer Schauspielmusik zum antiken Drama und blieb einzigartig, da in der folgenden Zeit die Themen der griechischen Tragödien von der Oper aufgesogen wurde. Die Chöre waren a cappella mit den Stimmenbezeichnungen Canto, Alto, Tenoro, Basso, Quinto und Sesto.

## Bedeutung
Andrea Gabrieli war einer der angesehensten Komponisten in der 2. Hälfte des 16. Jahrhunderts und ein äußerst produktiver Komponist, eine Eigenschaft, die er mit Orlando di Lasso gemeinsam hat. Durch den Einfluss des letzteren, sowie bereits zuvor durch Adrian Willaert, gelangten wesentliche Elemente der franko-flämischen Musik in die Musik der venezianischen Schule. Gabrieli komponierte für alle musikalischen Gattungen und Stilrichtungen, die im Venedig des späten 16. Jahrhunderts präsent waren: Messen, Motetten, Madrigale, mascherate, giustiniane, Werke für Tasteninstrumente sowie für Instrumentalensemble. Zu seinen Lebzeiten wurde nur ein kleinerer Teil davon veröffentlicht, der überwiegende Teil wurde von seinem Neffen Giovanni in großen Sammlungen postum gedruckt. Beispielhaft für ein grundlegendes Stilprinzip Gabrielis ist sein achtstimmiges Madrigal Felici d’Adria, welches anlässlich des Besuchs von Erzherzog Karl von Österreich in Venedig (1569) entstand. In diesem wird nicht auf die formelle Verteilung der Stimmen auf verschiedenen Chöre vertraut, sondern es wird durch die laufende Umschichtung vokaler Gruppierungen eine kaleidoskopische Folge wechselnder Klangfarben und Klangfülle erzeugt, ein Verfahren, das letztlich dem Vorbild Di Lassos folgt und für viele der großformatigen Werke Anwendung fand.
Die andere von ihm eingesetzte Technik geht mehr auf das Coro-spezzato-Prinzip (geteilte oder gegliederte Chöre) von Willaert zurück, bei dem die Stimmen auf zwei oder mehr fest definierte, räumlich getrennte und einander gegenüber gestellte Gruppen verteilt werden, welche dann abwechselnd vortragen, bis diese dann im Schlussteil, häufig im kontrastierenden Dreiertakt, zusammengeführt werden. Dieser Mehrchörigkeits-Stil wurde später von seinem Neffen Giovanni weiter entwickelt. Die große Zahl der Nachdrucke der Kompositionen Gabrielis bezeugt die Popularität seiner Musik in Italien und auch nördlich der Alpen. Gerade in Nordeuropa wurden seine Werke noch bis in die ersten Jahrzehnte des 17. Jahrhunderts kopiert und aufgeführt.

## Werke (summarisch)
- 7 Messen zu vier bis sechzehn Stimmen
- 120 Motetten, Psalmen und andere geistliche Werke zu vier bis zwölf Stimmen
- 184 Madrigale zu drei bis zwölf Stimmen
- 46 Stücke für Instrumentalensemble oder Tasteninstrumente

## Hörbeispiel
aus Altro Madrigali et Ricercari Di Andrea Gabrieli (postum Venedig 1589):

Ricercar del Sesto Tuono, gekürzt, Venedig 1589, 2,86 MBⓘ

## Ausgaben
- Sacrae Cantiones, Venezia, Angelo Gardano 1565, Neuausgabe Verlag C. Hofius, Ammerbuch 2013, ISMN 979-0-50248-001-1 (Suche im DNB-Portal)
- Il Primo Libro di Madrigali a cinque voci, Venezia, Angelo Gardano 1566, 1572, Neuausgabe Ricordi, Mailand 2008
- Il Secondo Libro di Madrigali a cinque voci, Venezia, Angelo Gardano 1570, Neuausgabe Ricordi, Mailand 1996
- Il Primo Libro di Madrigali a sei voci, Venezia 1587, Neuausgabe Ricordi, Mailand 2014, Verlag C. Hofius, Ammerbuch 2023, ISMN 979-0-50248-168-1 (Suche im DNB-Portal)
- Primus Liber Missarum, Venezia, Angelo Gardano 1572, Neuausgabe Verlag C. Hofius, Ammerbuch 2014, ISMN 979-0-50248-000-4 (Suche im DNB-Portal)
- Libro Primo de Madrigali a tre voci, 1575, Neuausgabe Ricordi Mailand 1999, Verlag C. Hofius, Ammerbuch 2023, ISMN 979-0-50248-170-4 (Suche im DNB-Portal)
- Ecclesiasticum Cantionum quatuor vocum omnibus sanctorum solemnitatibus deservientium. Liber primus, Venezia, Angelo Gardano 1576, Neuausgabe Ricordi, Mailand 2001
- Il Secondo Libro de Madrigali a Sei voci, 1580, Neuausgabe Ricordi 2001
- Opere edite in vita: Psalmi Davidici, qui poenitentiales nuncupantur, tum omnis generis instrumentorum, Venezia, Angelo Gardano 1583, Neuausgabe Ricordi, Mailand 1988, Neuausgabe Verlag C. Hofius, Ammerbuch 2014, ISMN 979-0-50248-143-8 (Suche im DNB-Portal)
- Opera postume. Concerti di Andrea et di Gio. Gabrieli, Venezia, Angelo Gardano 1587, Neuausgabe Ricordi, Mailand 1989
- Chori in musica composti sopra li chori della tragedia di Edippo Tiranno: recitati in Vicenza l'anno MDLXXXV, Venezia, Angelo Gardano 1588, Neuausgabe Ricordi, Mailand 1995
- Il terzo Libro de Madrigali a cinque voci, con alcuni di Giovanni Gabrieli, Venezia, Angelo Gardano 1589, Neuausgabe Ricordi, Mailand 2012
- Madrigali et ricecari a quattro voci, Venezia, Angelo Gardano 1589/90, Neuausgabe Ricordi, Mailand 2012
- Le composizioni vocali di Andrea Gabrieli in intavolature per tastiera e liuto, Neuausgabe Ricordi, Mailand 1993/99
- Sämtliche Werke für Tasteninstrumente (herausgegeben von Giuseppe Clericetti), 6 Bände und kritischer Bericht, Wien 1997–1999, Doblinger (Diletto Musicale 1141-46, 09671)